# U.S. Calcio Trani
Associazione Sportiva Dilettantistica Vigor Trani Calcio là một câu lạc bộ bóng đá Ý, có trụ sở tại Trani, Apulia.

## Từ 1928 đến 1948
Câu lạc bộ được thành lập vào năm 1928 với tên Tranese của Hoa Kỳ và được thành lập lại vào năm 1938 với tên SS Trani được đổi tên thành Polisportiva Trani vào năm 1948.

## Polisportiva Trani

### Serie B
Polisportiva Trani được thăng hạng lên Serie B vào ngày 24 tháng 5 năm 1964, sau trận hòa 1-1 với Chieti trong ngày cuối cùng của Serie C 1963-1964. Trong thời gian chơi ở Serie B đã đạt được một số chiến thắng đáng nhớ trước các đội như Parma, Naples, Palermo, Livorno, cũng như chiến thắng trong trận derby 1-0 trước Bari vào năm 1964. Trong năm tiếp theo, Polisportiva Trani đã giành vị trí thứ 20 với 30 điểm trong bảng xếp hạng và kết quả là bị xuống hạng trở lại Serie C.

### Serie C2 và thất bại
Vào năm 1987, họ đã giành được vị trí thứ nhất tại bảng H của Campionato Interregionale, do đó giành được thăng hạng lên Serie C2. Vào năm đó, nó cũng đã giành được chiếc cúp Trani Jacinto, tiền thân của giải đấu Scudetto Dilettanti (được thành lập từ năm 1992) trong số những người chiến thắng nhóm của toàn bộ Interregionale. Bằng cách đánh bại Poggibonsi ở Senigallia, Trani đã thăng hạng trở thành nhà vô địch của Interregionale. Polisportiva Trani đã chơi ở Serie C2 trong tám năm và, vào năm 1991-92, đã bỏ lỡ cơ hội thăng hạng ở Serie C1 tới Campania-Puteolana. Những năm tiếp theo của Polisportiva Trani không thể lặp lại, và vào năm 1995-96 đã kết thúc ở vị trí cuối cùng và xuống hạng chỉ với 13 điểm trong bảng xếp hạng. Năm sau đội phải chịu một cuộc xuống hạng khác. Trong mùa giải 1997-98, Polisportiva Trani đã không đăng ký cho mùa giải Eccellenza Apulia và kết quả là danh hiệu thể thao của nó đã bị từ bỏ.

## A.S. Fortis Trani

Logo cũ của AS Fortis Trani

### Tái lập
Hai năm sau, năm 1999, Fortis Trani được thành lập, nhờ một nhóm chín doanh nhân. Để tránh bắt đầu từ một hạng mục rất thấp, vào tháng 6 năm đó, đã giành được danh hiệu thể thao của Libertas Barletta đang chơi ở Promozione Apulia. Nhóm các doanh nhân, mặc dù có mong muốn mạnh mẽ để đưa Trani lên các lớp cao hơn, sau hai lần thăng hạng và hai mùa ở Serie D, đội đã bị xuống hạng trở lại Promozione. Sự trở lại với Eccellenza đã đạt được vào năm 2008-2009, sau khi giành chiến thắng ở vòng playoffs khu vực.

### Sự trở lại Serie D
Fortis Trani về nhì ở Eccellenza Apulia mùa 2009-10 và sau khi giành chiến thắng trong các trận play-off quốc gia đã được thăng hạng lên Serie D.
Năm tiếp theo ở Serie D, câu lạc bộ kết thúc ở vị trí thứ 7.
Trong mùa giải 2011-12 tại Serie D Fortis Trani đứng ở vị trí thứ 11.
Vào mùa hè 2013, câu lạc bộ không thể tham gia mùa giải 2013-14, sau khi xuống hạng và sau đó đã giải thể.

## Lần thứ hai
Sau đó vào năm 2013, nó đã mua Terlizzi Calcio (được chơi vào năm 2012-13 Eccellenza Puglia) và chuyển đến, trở thành USC Trani. Bây giờ nó chơi trong cùng một giải đấu.

## Màu sắc và huy hiệu
Màu sắc của câu lạc bộ là xanh nhạt và trắng.

## Sân vận động
Đội được chơi tại Stadio Comunale, ở Trani, Ý với sức chứa 10.700 địa điểm.